# Sergej Flere
Sergej Flere, slovenski sociolog, * 12. februar 1944, Ljubljana.
Diplomiral je 1966 na Pravni fakulteti v Beogradu in doktoriral 1973 na Filozofski fakulteti v Zagrebu. V letih 1971 - 1991 je bil zaposlen na Univerzi v Novem Sadu, od tedaj pa na Filozofski fakulteti Univerze v Mariboru. Je tudi direktor centra za raziskovanje post-jugoslovanskih družb CEPYUS 
. Leta 2014 mu je Univerza v Mariboru podelila naziv zaslužni profesor.
Ukvarja se z občo sociologijo, sociološko metodologijo, sociologijo izobraževanja in sociologijo religije. Je avtor ali soavtor več knjig in socioloških učbenikov ter znanstvenih člankov. 
Posebej velja izpostaviti njegova dela iz področja preučevanja religije in sociološkega preučevanja post-jugoslovanskih družb, v okviru katerega npr. s sodelavci ugotavlja, da je še leta 1986 v praktično vseh republikah nekdanje SFRJ prevladovalo mnenje, da je obstoj in napredek posameznih republik odvisen od obstoja in napredka celotne SFRJ. V okviru sociološkega preučevanja religije, pa je npr. zanimiva njegova ugotovitev, da se praktično v celotnem evropskem prostoru kaže pozitivna povezava med nizkim družbenim položajem in religioznostjo.

## Izbrana bibliografija

### Monografije, učbeniki
- Slušaoci o programu Radio Novog Sada na rumunskom jeziku : (rezultati istraživanja) (COBISS)
- Religija, družba, posameznik : temelji družboslovne obravnave verskega pojava (COBISS)
- Razlage religije z vidika sodobnih teorij evolucijske psihologije (COBISS)
- Dejavniki šolske uspešnosti v poklicnem izobraževanju : poročilo o rezultatih raziskave (COBISS)
- Sociološka metodologija : temelji družboslovnega raziskovanja, soavtor Norbert Jaušovec, 2010
- The Rise and Fall of Socialist Yugoslavia: Elite Nationalism and the Collapse of a Federation,  soavtor Rudi Klajnsšek, 2019
- Analiza razpada Jugoslavije v luči nacionalizma: kako sta kontinuiteta nacionalističnih prerekanj etničnih političnih elit in etnično podjetništvo uničila večnacionalno Jugoslavijo, soavtor Rudi Klajnsšek, 2019

### Znanstveni članki (2000->)
- Religious capital and religious rewards : a study in the economics of religious life. Panoeconomicus, 2012, vol. 59, no. 1, str. 117-127, doi: 10.2298/PAN1201117F.
- Recent history of the Post-Yugoslav family. Stud. Hist. Slov., 2011, letn. 11, št. 1, str. 215-232, ilustr.
- Cultural capital and intellectual ability as predictors of scholastic achievement : a study of Slovenian secondary school students. Br. j. sociol. educ., 2010, vol. 31, iss. 1, str. 47-58, doi: 10.1080/01425690903385428.
- Tito`s and Dolanc`s 1972 "Letter" and the dissolution Yugoslavia. Stud. Hist. Slov., 2010, letn. 10, št. 1, str. 135-152, ilustr.
- Cross-cultural insight into the association between religiousness and authoritarianism. Arch. Religionspsychol. (Print), 2009, vol. 31, no. 2, str. 177-190. http://dx.doi.org/10.1163/157361209X424448, doi: 10.1163/157361209X424448.
- Social status and religiosity in Christian Europe. Europ. societies. Print ed., 2009, vol. 11, no. 4, str. 583-602, doi: 10.1080/14616690802592597.
- New age, religiosity, and traditionalism : a cross-cultural comparison : comment on Houtman and Auspers, JSSR, September 2007. J. sci. study relig., 2009, vol. 48, iss. 1, str. 161-169. http://dx.doi.org/10.1111/j.1468-5906.2009.01435_1.x, doi: 10.1111/j.1468-5906.2009.01435_1.x.
- Is intrinsic religious orientation a culturally specific American Protestant concept? : the fusion of intrinsic and extrinsic religious orientation among non-Protestants. Eur. j. soc. psychol., Apr./May 2008, vol. 38, iss. 3, str. 521-530. http://dx.doi.org/10.1002/ejsp.437.
- Religious orientation in three Central European environments : quest, intrinsic, and extrinsic dimensions. Int. j. psychol. relig., Jan./Mar. 2008, vol. 18, no. 1, str. 1-21.
- Questioning the need for a special methodology for the study of Eastern Orthodoxy. Soc. compass, 2008, vol. 55, no. 1, str. 84-100. http://dx.doi.org/10.1177/0037768607086500.
- The broken covenant of Tito's people : the problem of civil religion in Communist Yugoslavia. East. Eur. polit. soc., 2007, vol. 21, no. 4, str. 681-703. http://eep.sagepub.com/cgi/content/abstract/21/4/681 Arhivirano 2010-01-21 na Wayback Machine..
- Operationalizing the civil religion concept at a cross-cultural level. J. sci. study relig., 2007, vol. 46, iss. 4, str. 595-604. http://www.blackwell-synergy.com/doi/abs/10.1111/j.1468-5906.2007.00380.x%5B%5D.
- Gender and religious orientation. Soc. compass, 2007, vol. 54, no. 2, str. 239-253. http://scp.sagepub.com/cgi/content/refs/54/2/239 Arhivirano 2010-01-21 na Wayback Machine..
- Social inequity and educational expansion in Slovenia. Educ. stud., december 2005, vol. 31, no. 4, str. 449-464.
- Slovenia : at a distance from a perfect religious market. Relig. state soc., June 2004, vol. 32, no. 2, str. 151-157.
- Blind alleys in ethnic essentialist explanations of the downfall of the former Yugoslavia. Crit. sociol., 2003, vol. 29, iss. 2, str. 237-256.
- Social inequalities in Slovenian higher education. Int. stud. sociol. educ., 2003, vol. 13, no. 3, str. 281-290, graf. prikazi.
- Reasons for former Yugoslavia collapse : view of a sociologist. Sociol. issled., 2003, 5, str. 52-61.
- The impact of religiosity upon political stands : survey findings from seven Central European countries. East Eur. q., Summer 2001, vol. 35, no. 2, str. 183-199, graf. prikazi.
- Human rights and the ideology of capitalist globalization : a view from Slovenia. Mon. rev. (New York, 1949), Jan. 2001, vol. 52, no. 8, str. 52-59.